# ژوزف بناپارت
ژوزف بناپارت (۷ ژانویه ۱۷۶۸ – ۲۸ ژوئیه ۱۸۴۴) (به فرانسوی: Joseph Bonaparte) برادر بزرگتر ناپلئون بناپارت امپراتور فرانسه و از پادشاهان اسپانیا و ناپل بود.

## زندگی‌نامه
در سال ۱۷۶۸ در جزیره کرس به دنیا آمد. وی برادر بزرگ ناپلئون بناپارت امپراتور فرانسه بود.
وقتی که منشی ساده شهرداری در مارسی بودبا دزیره کلاری آشنا شد و بعد دزیره او را برای ناهار به خانه دعوت کرد او به همراه برادر کوچکش به خانه آنها آمدند خانواده بناپارت خانواده بسیار فقیری بود و ژوزف به خاطر پول جهیز خواهر دزیره ژولی کلاری در ۱ اوت ۱۷۹۴ ازدواج کرد که ثمره این پیوند دو دختر به نام زنایید و شارلوت بود.
با پیروزی ناپلئون در جنگ با ایتالیا سفیر فرانسه در آنجا شد و پس از آنکه ناپلئون کنسول اول شد او وزیر امور خارجه شد.
با امپراتور شدن برادرش او ابتدا پادشاه ناپل و پس از آن بین سالهای ۱۸۰۸ تا ۱۸۱۳ پادشاه اسپانیا شد.
پس از کناره‌گیری برادرش او به آمریکا تبعید شد و پس از آن به فلورانس ایتالیا رفت و در سال ۱۸۴۴ در همان‌جا درگذشت.

## نگارخانه

Coat of arms as King of Naples.
Coat of arms as King of Spain.
Royal Monogram of Joseph I.